# 20566 Laurielee
20566 Laurielee è un asteroide della fascia principale. Scoperto nel 1999, presenta un'orbita caratterizzata da un semiasse maggiore pari a 2,3901077 UA e da un'eccentricità di 0,1165898, inclinata di 7,65985° rispetto all'eclittica.